# Grabmal Otto von Emmich

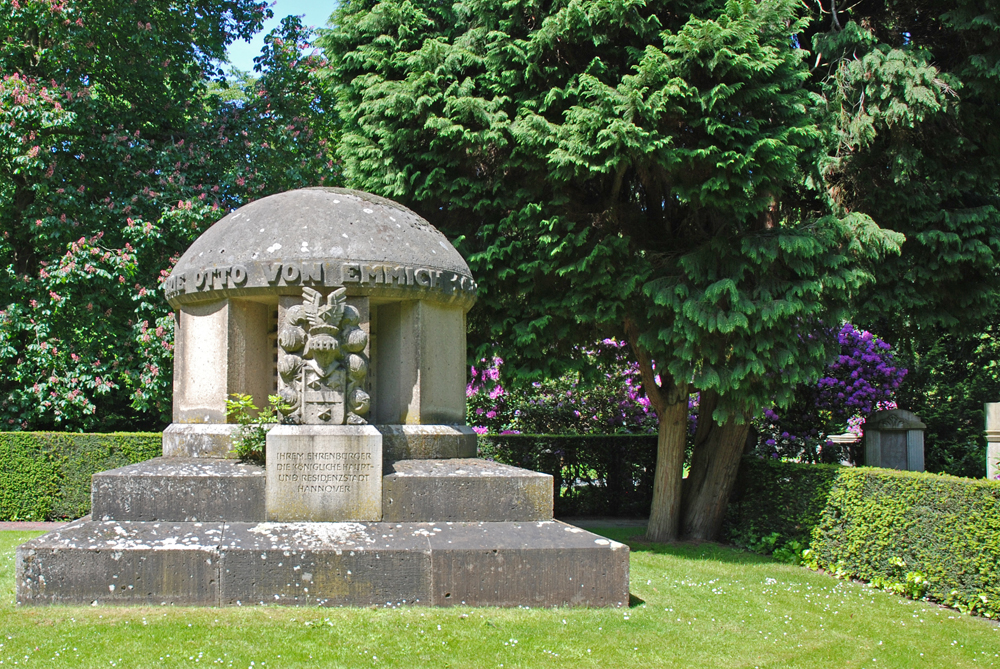
Grabmal mit der Aufschrift „OTTO VON EMMICH / IHREM EHRENBÜRGER DIE KÖNIGLICHE HAUPT- UND RESIDENZSTADT HANNOVER“

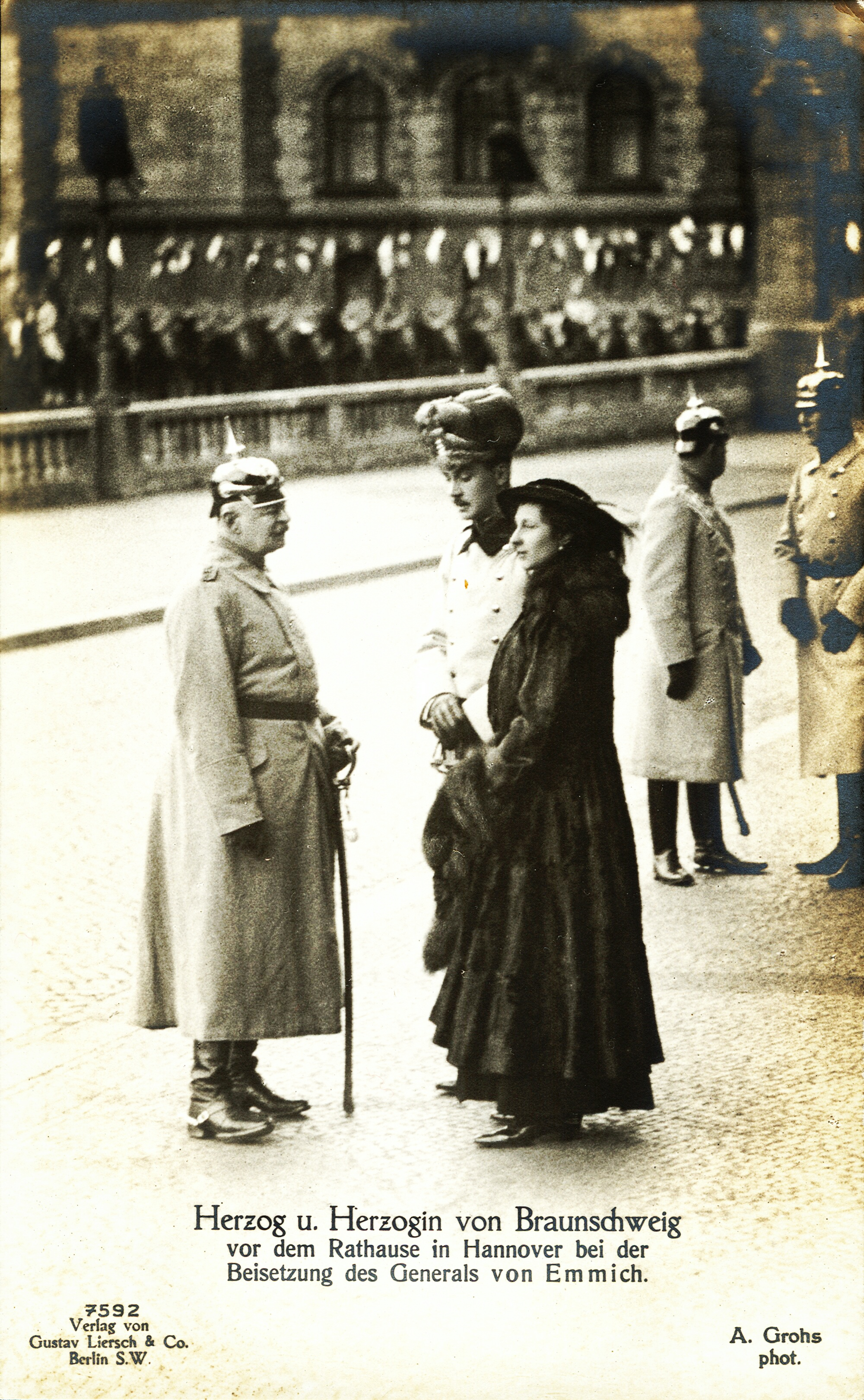
Herzog Ernst August von Braunschweig und Viktoria Luise von Preußen bei der Beisetzung von Emmich;
Foto von Alfred Grohs

Foto vom 25. Dezember 1915: „Beisetzung des Generals von Emmich in Hannover. Das Gebet am Grabe“;
Nr. 1859, Paul Hoffmann & Co., Berlin-Schöneberg

Das Grabmal Otto von Emmich auf dem Stadtfriedhof Engesohde in Hannover, Abteilung 15, Nummer 188 a–d, ist ein Ehrengrab in der niedersächsischen Landeshauptstadt.

## Emmich und Hannover, Beisetzung
Der General Otto von Emmich war insbesondere im Ersten Weltkrieg 1914 durch seine handstreichartige Einnahme der belgischen Festung Lüttich bekannt und ausgezeichnet worden und am 26. August 1915 – gemeinsam mit dem Generalfeldmarschall Paul von Hindenburg – zum Ehrenbürger Hannovers ernannt worden. Nachdem er wenige Monate später in Hannover verstorben war, wurde für ihn am 25. Dezember 1915 eine große öffentliche Trauerfeier vor dem Neuen Rathaus der Stadt ausgerichtet. Die in Leipzig herausgegebene Illustrirte Zeitung entsandte ihren Sonderzeichner Alfred Liebing nach Hannover, der die Beisetzungsfeierlichkeiten und den Trauerzug zeichnerisch festhielt.
Das Historische Museum Hannover ist im Besitz eines Fotos mit dem Blindstempel von Friedrich Astholz junior, das die pompöse Trauer-Inszenierung als langgezogenen „Abmarsch des Trauerzuges“ vom Trammplatz über den Friedrichswall  noch erahnen lässt.
Als einer der obersten Repräsentanten der Monarchie und Vertreter des Hauses Hannover nahm der Herzog von Braunschweig, Herzog Ernst August mit seiner Ehefrau Viktoria Luise von Preußen an den Trauerfeierlichkeiten vor dem Neuen Rathaus teil, fotografiert von dem Dokumentarfotografen Alfred Grohs, der seine Aufnahme als Fotopostkarte über den Berliner Verlag von Gustav Liersch & Co. verbreiten ließ.
Während die Zeitschrift Die Woche den „Leichenzug in den Straßen“ hinter der Sargüberführung im Bild festhielt, publizierte der Bildverlag Paul Hoffmann & Co. aus Berlin-Neukölln anschließend eine mit dem Hinweis „Zensiert“ gekennzeichnete Foto-Ansichtskarte mit dem Titel „Beisetzung des Generals von Emmich in Hannover. Das Gebet am Grabe“. Auf der Fotografie ist das von zahlreichen Soldaten, hochrangigen Offizieren und Zivilpersonen umstandene und noch geöffnete Grabloch zu sehen, während ein Pastor mit einem Buch in den Händen ein Gebet spricht.

## Grabmal
Noch während des Kriegs ließ die Stadt Hannover 1917 unter Stadtdirektor Heinrich Tramm und auf Kosten der Stadt Hannover auf dem Stadtfriedhof Engesohde ein monumentales Ehrengrab für von Emmich errichten. Damit sollte einerseits die Kriegführung propagandistisch unterstützt werden, andererseits das Image der Stadt patriotisch aufgewertet werden. Das von Stadtbaurat Paul Wolf entworfene und von Ludwig Vierthaler ausgestaltete Grabmal zeigt einen gewaltigen Steinmonolith, der nach Aussage von Wolf im Sinne der „alten germanischen Sitte der Heldenehrung“ zugleich an niedersächsische Hünengräber und an das Mausoleum des Gotenkönigs Theoderich in Ravenna erinnern wollte. Das Monument aus Ettringer Tuffstein war in der Mittelachse eines neu angelegten Gräberfelds angeordnet. Der auf einem Rundbau liegende, gewölbte Monolith-Deckstein hat einen Durchmesser von 3,40 m und eine Höhe von 1,28 m.
Der Status als städtisches Ehrengrabmal ist wegen Emmichs Kriegsverbrechen im Zusammenhang mit der Eroberung von Lüttich, die mit Verbrechen gegen die belgische Zivilbevölkerung wie Massenhinrichtungen und Vergewaltigungen einherging, umstritten.